# Neptunschleier

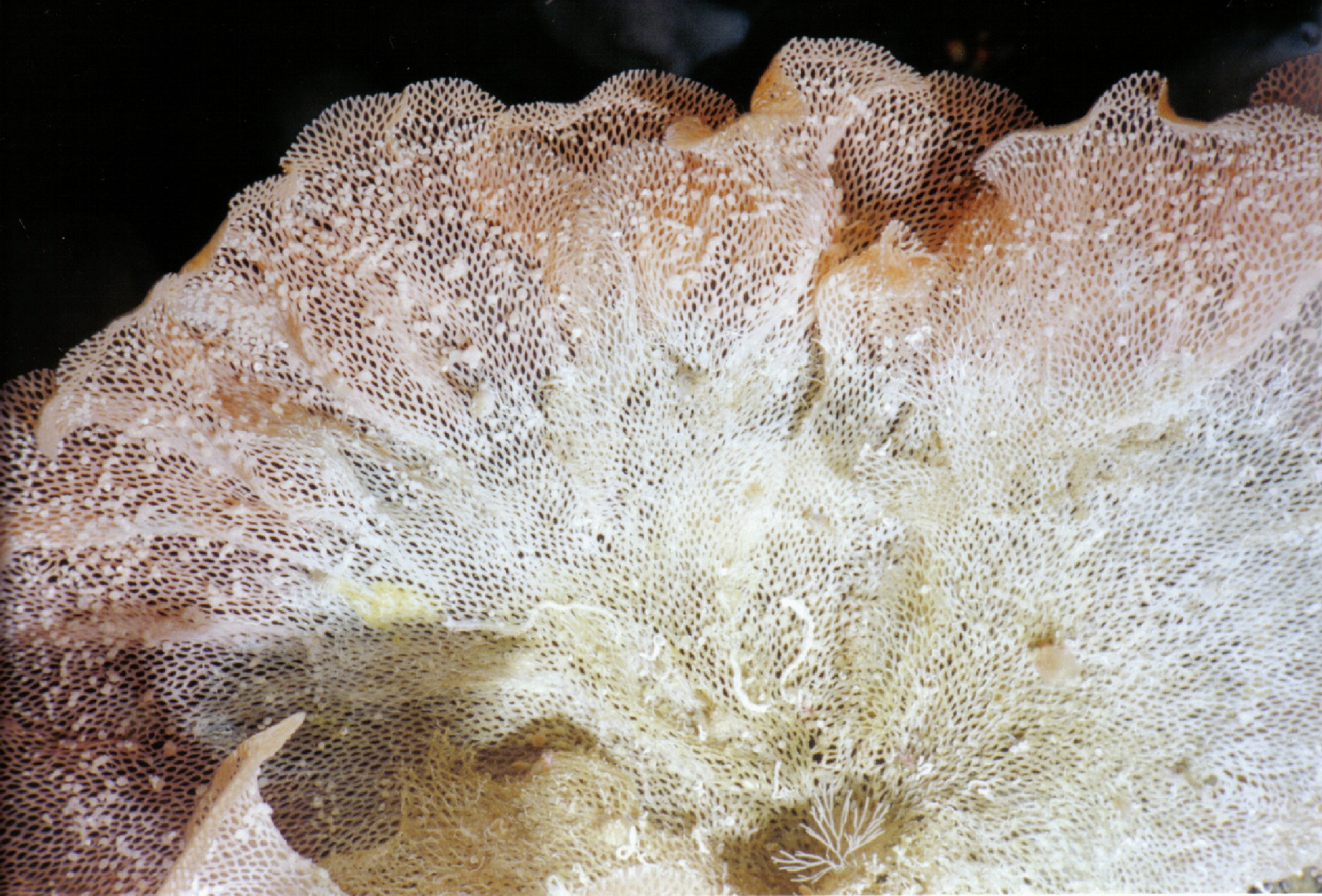
Nahaufnahme eines Neptunschleiers

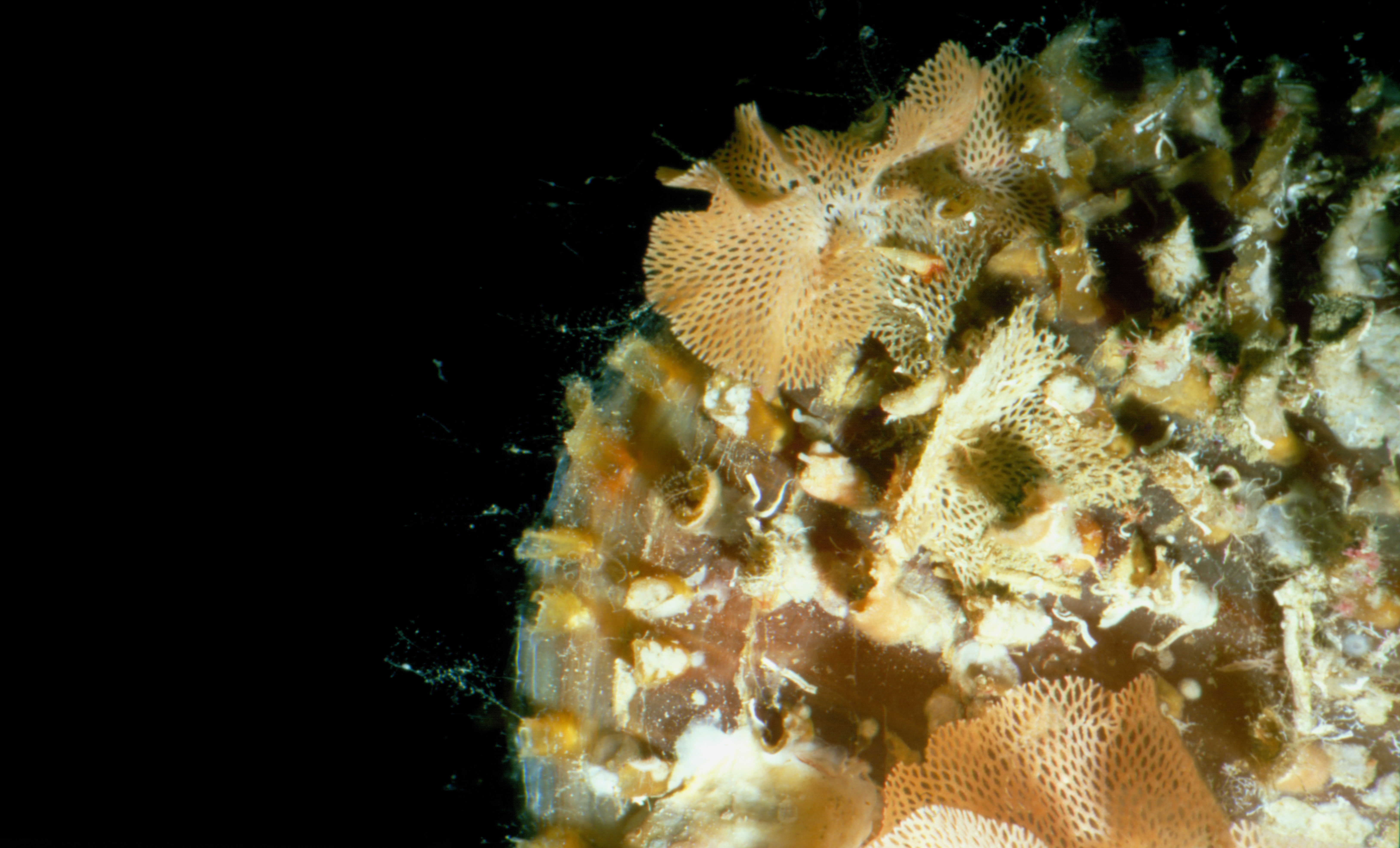
Kleine Neptunschleier auf einer Steckmuschel

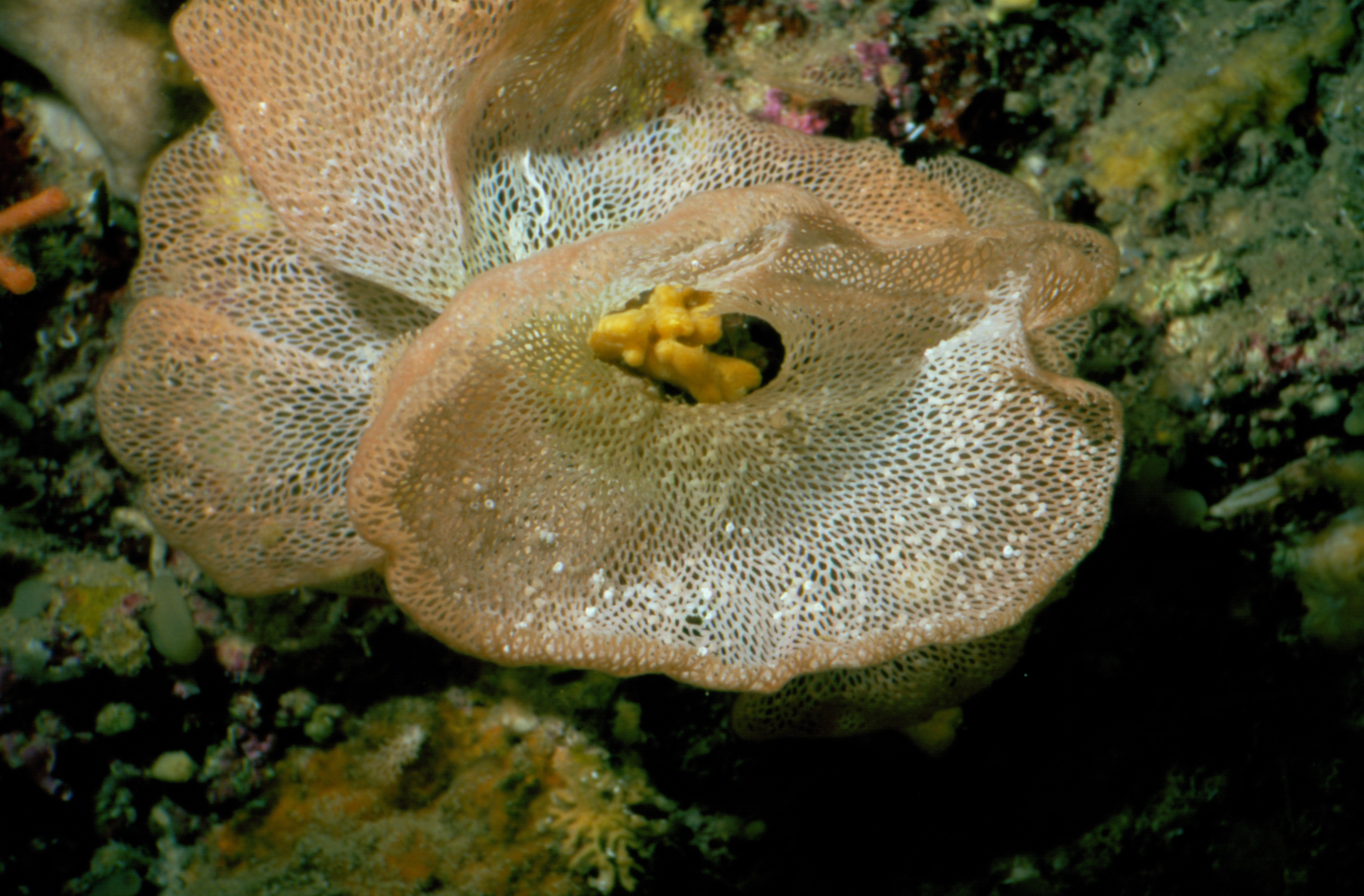
Großer Neptunschleier mit Schwamm

Der Neptunschleier (Reteporella grimaldii, Syn.: Reteporella septentrionalis Harmer, 1933, Sertella septentrionalis) ist ein im Mittelmeer und Atlantik beheimatetes Moostierchen. Es lebt in Kolonien aus vielen Einzelexemplaren.

## Merkmale
Kolonien des Neptunschleiers erreicht einen Durchmesser von bis zu 10 cm. Es bilden sich Kolonien mit fragilen, netzartigen Strukturen, die aufrecht stehen. Die Färbung reicht von dezent lachrosa bis blassgelb. Tote Kolonien werden rasch von Grünalgen überwachsen. Die Moostierchenkolonie besteht aus Kalk. 

## Verbreitung und Lebensraum
Die Art ist im gesamten Mittelmeer heimisch. Es gibt Nachweise für den Ostatlantik und die britischen Inseln.
Der Neptunschleier ist eine schattenliebende Art des Circalitorials. Im flachen Wasser wächst diese Moostierchenkolonie nur in geschützten Höhlen und Spalten, da sie sonst wegen ihrer Zerbrechlichkeit geschädigt werden können. In größeren Tiefen findet man die Art auch auf offenen Oberflächen. Kleinere Exemplare wachsen häufig im geschützten Wurzelbereich des nur im Mittelmeer beheimateten Neptungrases (Posidonia oceanica).

## Verhalten
Die einzelnen Tierchen einer Kolonie leben in einer festen Hülle, in die sie sich bei Störungen oder Gefahr zurückziehen können. Die Individuen einer Moostierchenkolonie ernähren sich von sehr feinem Plankton, das durch eine Tentakelkrone aufgenommen wird. Weitere Nahrung sind zerfallende organische Substanzen. Unter den Individuen der Kolonien besteht eine Art Arbeitsteilung: Während sich ein Teil um den Aufbau der Kolonie kümmert, ist ein anderer Teil für die Vermehrung zuständig.

## Aquaristik
Der Neptunschleier ist, wie alle Moostierchen, aufgrund der anspruchsvollen Haltungsanforderungen für Aquarien ungeeignet.